# Bellcaire d'Empordà

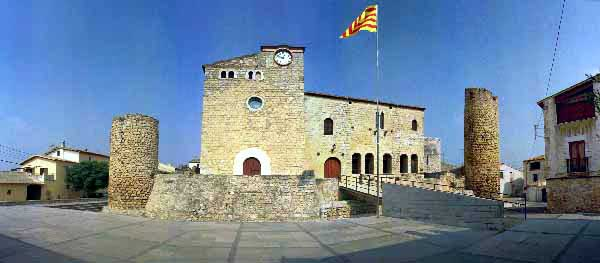
Bellcaire d'Empordà

Bellcaire d'Empordà is een gemeente in de Spaanse provincie Girona, comarca Baix Empordà, in de regio Catalonië met een oppervlakte van 13 km². Bellcaire d'Empordà telt 647 inwoners (1 januari 2016).

## Demografische ontwikkeling
Bron: INE, 1857-2011: volkstellingen